# Wilhelm Köglsperger
Wilhelm Köglsperger (* 5. September 1887 in Aibling; † 22. Februar 1972 ebenda) war ein deutscher Kunstschreiner, Restaurator und Holzbildhauer. Er schuf unter anderem die drei Holzaltäre der Christkönigskirche von Wildenwart, Oberbayern und war an der Wiederherstellung des Cuvilliés-Theaters in München nach dem Zweiten Weltkrieg beteiligt.

## Familie
Bekannte Vertreter der Künstlerfamilie Kögelsberger (auch Kögelsperger oder Köglsperger) – wie zum Beispiel Philipp Jakob Kögelsperger – haben bereits im 18. Jahrhundert als Hof-Maurerpoliere in München gearbeitet. In Aibling hatte schon Wilhelm Köglspergers Ur-Ur-Urgroßvater Andreas Eisenreich um 1750 eine Kistlerei. Sein Schwiegersohn Christoph Kögelsperger und dessen Nachkommen führten das Familienunternehmen weiter. Christoph Köglsperger schnitzte unter anderem die Seitenaltäre der Sebastianikirche in Aibling und die Beichtstühle in Heilig Kreuz bei Rosenheim.

## Leben
Wilhelm Köglsperger wurde 1887 als neuntes von elf Kindern von Max und Elise Kögelsperger in der Schreinerei im Hause Aibling 305 (heute Bahnhofstr. 8) geboren. Am 4. Juli 1900 trat er als Lehrling in den elterlichen Betrieb ein und erlernte das Schreinerhandwerk. Doch fühlte er sich mehr zur künstlerischen Arbeit hingezogen und eignete sich in München gegen alle Widerstände seines Vaters die ersten Kenntnisse und Fertigkeiten der Bildschnitzerei an. Sein Lehrmeister von 1905 bis 1910 war Wilhelm Klippel, der 15 Jahre lang für Ludwig II. gearbeitet und an den Arbeiten der Fassade von Schloss Linderhof und der großen Galerie des Schlosses Herrenchiemsee beteiligt war. Bei ihm wurde Wilhelm Köglsperger in die barocke Schnitzkunst eingeführt, die ihm fürs ganze Leben die größte Freude blieb. Als kunstbegeisterter junger Mann wanderte er mit 17 Jahren zu Fuß nach Italien, um von den Meistern der Vergangenheit zu lernen. Nach dem Tod seines Vaters im Oktober 1910 und der Meisterprüfung 1911 übernahm er die väterliche Schreinerei und, zusammen mit seiner Mutter, den Möbelschauraum. Neben dem Alltagsgeschäft des Möbelbaus wurden ihm schon in jungen Jahren große künstlerische Aufgaben übertragen. So durfte er den Sitzungssaal des königlich-bayerischen Amtsgerichts zu Aibling ausgestalten. Weiterhin war er als Restaurator in Kirchen, Klöstern und Schlössern aktiv. Es gibt nach Köglspergers eigenen Worten kaum eine Kirche im Kreis der Heimat, in der nicht etwas anzutreffen wäre, das von seiner Hand erneuert, ergänzt oder, besonders in späteren Jahren, neu geschaffen wurde. In den 1930er Jahren wurde ihm die Anfertigung der drei Altäre für die Christkönigskirche zu Wildenwart anvertraut, die als Gedächtniskirche für König 
Ludwig III. und seine Gemahlin Marie Therese gebaut wurde.
Er modellierte in den Kriegsjahren 1939 bis 1945 an der Gewerbeschule in München und besuchte die Akademie der Bildenden Künste bis zu deren Zerstörung 1945.
Nach dem Krieg leistete er einen wesentlichen Beitrag zur Wiederherstellung des Alten Residenztheaters in München (Cuvilliés-Theater) und bekam unter anderem dafür die Bundesverdienstmedaille.
Im Rentenalter verkleinerte er seine Werkstätte und vermietete einen Teil der Räumlichkeiten. Er war bis zu seinem Tod als Künstler, Restaurator und Kunstsammler tätig.
Wilhelm Köglsperger starb am 22. Februar 1972 im Alter von 84 Jahren in Bad Aibling. In seiner Grabrede würdigte ihn der damalige Bad Aiblinger Bürgermeister als einen Künstler, dessen Lebensaufgabe es gewesen war, wertvolles Kulturgut vor dem Verfall zu bewahren und Neues in Fortführung alter Tradition zu schaffen. Wilhelm Köglsperger starb ohne Nachfolger.

## Leistungen
Zu den bekanntesten Leistungen Wilhelm Köglsperger zählen:
- Ausgestaltung des Sitzungssaals des königlich-bayerischen Amtsgerichts zu Aibling (Fertigstellung 1917)[4]
- Anfertigung der drei Holzaltäre der Christkönigskirche von Wildenwart um 1938[8]
- Neuanfertigung eines 17 Meter langen Chorgestühls für die Hauskapelle und Mitwirkung an der Einrichtung der Bruderkapelle im Kloster Ettal[9]
- Mitwirkung an der Wiederherstellung des Alten Residenztheaters in München (Cuvilliés-Theater). Unter anderem für diese Leistung erhielt er 1971 die Bundesverdienstmedaille[6]